# 오오카 가이도
오오카 가이도(일본어:  大岡 怪童, 1901년 8월 8일 ~ 1951년 1월 1일)는 일본의 배우이다. 오사카부 오사카시 출신이다.